# 長島浩 (画家)
長島 浩（ながしま ひろし、1940年 -）は、日本の画家。元近代美術協会会員。

## 略歴
- 1940年：東京都で生まれる。
- 1964年：武蔵野美術大学卒業。
- 1966年 - 1969年：エコール・デ・ボザール（フランス・パリ）留学。
- 2001年 - 2005年：自宅に近代美術協会事務所を置く。

## 活動

### 個展
- 1996年：Cast Iron Gallery（アメリカ合衆国ニューヨーク州ニューヨーク）
- 1998年：ギャラリーセンターポイント（東京都中央区銀座）
- 2008年：Oギャラリー（東京都中央区銀座）

### 公募展
- 1984年 - 2007年：近代美術協会展（東京都美術館）
- 2008年：池田満寿夫記念芸術賞展（洋協アートホール、大阪府立現代美術センター）